# Parafia Męczeństwa Świętego Jana Chrzciciela w Międzychodzie
Parafia Męczeństwa Świętego Jana Chrzciciela w Międzychodzie – parafia rzymskokatolicka należąca do dekanatu międzychodzkiego archidiecezji poznańskiej. Została utworzona w XIV wieku. Kościół parafialny z końca XVI wieku, ukończony w XVII wieku, rozbudowany 1903 i 1934, bezstylowy. Mieści się przy ulicy 17 Stycznia.